# Berufsständische Körperschaft
Eine berufsständische Körperschaft (Kammer) ist eine Körperschaft des öffentlichen Rechts, die Aufgaben der berufsständischen Selbstverwaltung wahrnimmt.

## Allgemeines
Die Bezeichnung Berufsständische Körperschaft ist unüblich. Geläufig sind demgegenüber die Bezeichnungen Körperschaft, Kammer oder Verband. Sie sind zu unterscheiden von den privatrechtlichen Koalitionen wie Arbeitgeberverbänden und Gewerkschaften.
In Deutschland sind Kammern meist landesrechtlich organisiert.

## Berufsständische Körperschaften des öffentlichen Rechts
Diese Kammern werden auch Standesvertretung oder Standesordnung genannt. Ihr Zuständigkeitsbereich ist der jeweilige Kammerbezirk.
Neben der Erfüllung der ihnen zugewiesenen staatlichen Aufgaben fungieren sie als Interessenvertretung ihrer Mitglieder. Auch besitzen sie Satzungsgewalt, welche personell auf ihre Mitglieder und sachlich auf ihren Aufgabenkreis beschränkt ist. Der Staat hat die Aufsicht (Staatsaufsicht) über die Kammer. Weit überwiegend besteht die gesetzliche Pflicht zur Mitgliedschaft, sofern man zu der betreffenden Berufsgruppe zählt.
Beispiele für Kammern sind:
- Freie Berufe
  - Heilberufe-Kammern: Apothekerkammern, Ärztekammern, Psychotherapeutenkammern, Tierärztekammern, Zahnärztekammern
  - Architektenkammern
  - Bundeslotsenkammer
  - Ingenieurkammern (für beratende Ingenieure)
  - Notarkammern
  - Patentanwaltskammer
  - Rechtsanwaltskammern
  - Steuerberaterkammern
  - Wirtschaftsprüferkammern
- Gewerbe
  - Handwerkskammern
  - Industrie- und Handelskammern
  - Wirtschaftskammer Österreich
  - Wirtschaftskammer (Liechtenstein)
- Landwirtschaft
  - Landwirtschaftskammern
- Arbeitnehmer
  - Arbeitnehmerkammer Bremen
  - Arbeitskammer des Saarlandes
  - Kammer für Arbeiter und Angestellte (Österreich)
  - Pflegekammern

Leistungen: Kammern vergeben Berufszulassungen und können diese bei Fehlverhalten auch wieder entziehen (Berufsverbot) und Strafen erteilen. Sie nehmen Einfluss auf Ausbildung und Prüfungsrichtlinien. Des Weiteren legen sie Zugangsvoraussetzungen für bestimmte Positionen fest (z. B. Art der Weiterbildung für Spezialisierung). Kammern können eine Gebührenordnung erstellen. Die berufsständische Versorgung für die verkammerten freien Berufe erfolgt durch berufsständische Versorgungswerke.

## Berufsständische Körperschaften des Privatrechts
Privatrechtlich organisierte berufsständische Körperschaften sind zum Beispiel die  
- Bundesärztekammer als nicht eingetragener Verein
- Bundeszahnärztekammer als e. V.
- Bundestierärztekammer e. V.
- Bundesapothekerkammer
- Bundespsychotherapeutenkammer als nicht eingetragener Verein
- ABDA – Bundesvereinigung Deutscher Apothekerverbände e. V.
- Deutscher Apothekerverband (DAV) e.V
- Deutscher Anwaltverein (DAV) e. V.
- Verband deutschsprachiger Übersetzer literarischer und wissenschaftlicher Werke, VdÜ

Auch andere als die oben aufgeführten Freien Berufe haben meist eingetragene Vereine zur Wahrnehmung ihrer Interessen.